# 調和分析

光的調和分析。圖中是紅光和其他波長光線的相互作用。若波長差為λ/2（半波長），紅光完全的和二次諧波紫光同相位。圖中所有其他的光和紅光的波長差都小於λ/2，因此合成波中會出現諧波振盪。若波長差是λ/14，每14個週期都會出現一次振盪。若波長差是λ/8，每8個週期都會出現一次振盪。振盪在λ/4波長差時最為頻繁，每4個週期出現一次振盪，若波長差為λ/3，每7個週期出現一次振盪。若波長差為λ/2.5，每13個週期出現一次振盪。

調和分析，也稱為諧波分析（英語：Harmonic analysis），是數學中的一個分支，是由基本波的叠加來表示其他函数或是信號，並且研究及擴展傅里叶级数及傅里叶变换（也是傅里叶分析的擴展）。自十九世紀以來，調和分析已用在許多的領域中，像是信號處理、量子力學、潮汐理論及神经科学。
Rn以下的經典傅里叶变换目前仍然是一個正在研究的領域，特別是將傅里叶变换應用在一些較廣義的概念下，例如缓增广义函数（tempered distribution）。例如若在某一分佈f上加上一些條件，也會試圖將此條件轉換到f的傅里叶变换上。培力-威納定理即為此例。培力-威納定理指出若f是一個緊支撐下的非零分布（這裡包括緊支撐下的函數），則其傅里叶变换一定不會是緊支撐。這是調和分析下不确定性原理的一個基本形式。
調和分析中的調和（harmonic，或稱為諧波）起源自古希臘文harmonikos，意思是「有音樂上的技巧」。在物理的特徵值問題中，開始用harmonic一詞表示某些特定的波，其頻率是其他波頻率的整數倍，就像泛音列的頻率是第一泛音的整數倍一様，後來這個詞也漸漸擴展，超過原來的意思。
傅里叶级数也常用希尔伯特空间的方式來進行研究，因此調和分析和泛函分析也有一些關係。

## 抽象調和分析
調和分析中最現代的一個分支，是在二十世紀中出現的，是對拓扑群的分析。其核心概念是許多不同的傅里叶变换，可以擴展為定義在豪斯多夫局部緊緻群上的函數變換。
阿贝尔局部緊緻群的調和分析稱為龐特里亞金對偶性。
調和分析研究對偶性和傅里叶变换的性質，設法將其性質延伸到不同的情形下（例如非阿贝尔的李群）。
對於一般性非阿贝尔的局部緊緻群，調和分析和么正表示理論有密切關係。若是緊緻群，彼得-魏尔定理可以解釋在每一個等價表現中，要如何選擇不可約表現來得到調和函數。調和函數的選擇可以用到一些傳統傅里叶变换的特性，例如用單點的乘積來進行卷積，或是對於其底層群的結構有更多的認識。可參考非交換調和分析。
若此群不是阿贝尔群，也不是緊緻群，目前還沒有找到令人滿意（至少要像普蘭切雷爾定理一樣有力）的理論。不過目前已分析了許多特例，例如SLn。在此例中，無限維度的群表示論扮演了重要角色。

## 其他分支
- 針對區域、流形、甚至是图上拉普拉斯算子其特征值和特征向量的研究，也是調和分析的一個分支。例如聽出鼓的形狀[2]。
- 歐氏空間下的調和分析會處理Rn上的傅里叶变换，其中一些在一般群裡沒有的性質。例如傅里叶变换具有旋轉不變性。將傅里叶变换分解為軸向和球面分量，就會和贝塞尔函数和球谐函数等主題有關。
- tube域上的調和分析和將哈代空間的性質擴展到高維空間有關。